# Alinda
Alinda (łac. Dioecesis Alindensis) – stolica historycznej diecezji w Cesarstwie Rzymskim (prowincja Karia), współcześnie w Turcji. Od XIX w. jest katolickim biskupstwem tytularnym (wakującym od 1982). W latach 1921–1943 biskupem tytularnym Alindy był biskup pomocniczy tarnowski, Edward Komar.

## Biskupi tytularni
| Lp. | Biskup                                  | Funkcja                                                                    | Od               | Do               |
| --- | --------------------------------------- | -------------------------------------------------------------------------- | ---------------- | ---------------- |
| 1   | Alexandre-Louis-Victor-Aimé Le Roy CSSp | wikariusz apostolski Gabonu, przełożony generalny duchaczy                 | 3 czerwca 1892   | 16 czerwca 1921  |
| 2   | Edward Komar                            | biskup pomocniczy tarnowski (Polska)                                       | 16 stycznia 1921 | 29 września 1943 |
| 3   | Juan Hervás y Benet                     | biskup pomocniczy Walencji, następnie biskup koadiutor Majorki (Hiszpania) | 13 stycznia 1944 | 22 grudnia 1947  |
| 4   | Eris O’Brien                            | biskup pomocniczy Sydney (Australia)                                       | 5 lutego 1948    | 11 stycznia 1951 |
| 5   | Gabriel Manek SVD                       | wikariusz apostolski Larantuki (Indonezja)                                 | 8 marca 1951     | 3 stycznia 1961  |
| 6   | Charles Grant                           | biskup pomocniczy Northampton (Wielka Brytania)                            | 6 lutego 1961    | 14 marca 1967    |
| 7   | Robert Lebel                            | biskup pomocniczy Saint-Jean-de-Québec (Kanada)                            | 11 marca 1974    | 26 marca 1976    |
| 8   | Juan Hervás y Benet                     | emerytowany prałat terytorialny Ciudad Real (Hiszpania)                    | 30 września 1976 | 6 stycznia 1982  |